# Produção mundial de alimentos
Produção mundial de alimentos refere-se às dinâmicas de produção e logística de alimentos em escala global, que visa atender às demandas populacionais em todo o mundo. Relacionadas a ela estão diversos outros aspectos de âmbito global, como os hábitos alimentares e nutrição da população, exploração de recursos naturais e impacto ambiental, o desenvolvimento industrial dos países, a Divisão Internacional do Trabalho, consumismo e desperdício de alimentos. 
Estima-se que até 2050, a população mundial terá chegado a dez bilhões de habitantes, o que, somado às mudanças nos hábitos alimentares de países emergentes e subdesenvolvidos, resultará em um aumento de 50% da demanda por alimentos se comparada com a do ano de 2013. Além disso, considerando os desperdícios  tanto na cadeia produtiva como pelos consumidores, aproximadamente um terço da produção mundial de alimentos é desperdiçada .
Quanto à questão ambiental, a indústria de alimentos, principalmente a agroindústria, é responsável por diversos impactos negativos, como degradação do solo, perda de biodiversidade e poluição de ecossistemas aquáticos e terrestres. Uma parcela considerável da emissão de gases do efeito estufa  (entre 18% e 51%) está ligada à cadeia de produção alimentícia e, considerando uma média global, o setor agrário é responsável pelo uso de cerca de 12% da superfície do planeta e de 70% da água doce utilizada pelo ser humano.

## Questão ambiental
A dinâmica de produção de alimentos em escala mundial está profundamente ligada a questões ambientais, na medida em que envolve aspectos como o uso do solo em plantações e para a criação de animais, a grande emissão de gases do efeito estufa (GEEs) tanto na produção quanto na distribuição de alimentos, o uso intenso de água no campo e na indústria alimentícia, o desperdício de alimentos e o emprego de recursos da indústria química tanto na produção agropecuária (defensivos agrícolas), quanto na formulação de aditivos químicos para o produto final, como conservantes e corantes.
No ano de 2010, estima-se que o sistema de produção e distribuição de alimentos emitiu o equivalente a cerca de 5,2 bilhões de toneladas de gás carbônico em emissões de gases do efeito estufa, principalmente na forma de metano e óxido nitroso. Além disso, a produção de alimentos ao redor do globo ocupou, neste mesmo ano, aproximadamente 12,6 milhões de km² de terras cultiváveis, usou 1.810 km³ de água doce e aplicou 104 bilhões de kg de nitrogênio e 18 bilhões de kg de fósforo na forma de fertilizantes. Seguindo as tendências atuais e sem projetos e medidas de mitigação, é provável que o sistema de produção e distribuição mundial de alimentos afete gravemente o meio ambiente ao redor do globo. É esperado que, em decorrência do aumento da população e a renda mundiais, a pressão ambiental exercida por tal sistema aumente de 50% a 92% até 2050, considerando uso de terras cultiváveis e água doce, aplicações de nitrogênio e fósforo e emissões de GEEs, sendo este último o fator mais alarmante .

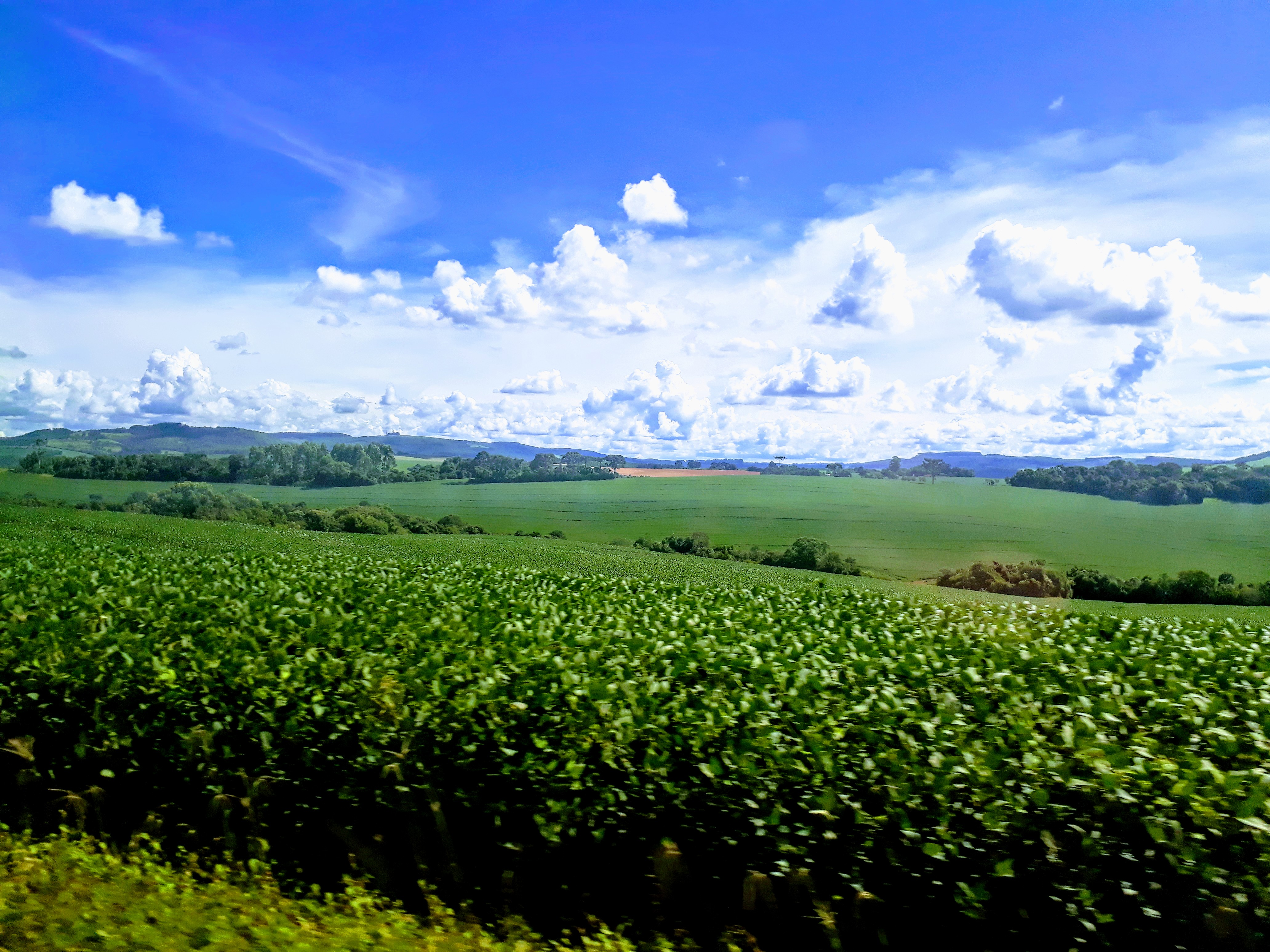
Exemplo de plantação brasileira

Uma medida possível para a redução dos impactos ambientais do sistema de produção e distribuição de alimentos seria a diminuição de perdas e de desperdício, já que considera-se que aproximadamente um terço de todo o alimento produzido é perdido, tanto no processo logístico de disponibilização no mercado como pelos próprios consumidores. Estima-se que, se o desperdício fosse reduzido pela metade, as projeções de pressão ambiental estipuladas para 2050 cairiam em 6-16%, e se fosse reduzido em 75% (próximo ao máximo teoricamente possível) a queda seria de 9-24%. Em específico, o uso de terras cultiváveis e de água doce e as aplicações de nitrogênio e fósforo seriam mais afetadas que as emissões de GEEs, já que estão relacionadas à produção de frutas e vegetais, cujo desperdício é muito maior que o de produtos de origem animal, principais responsáveis pelas emissões.
O desenvolvimento de tecnologias que aumentem a eficiência da produção alimentícia é outro fator capaz  de reduzir o impacto ambiental relacionado aos alimentos. Entre as principais medidas possíveis estão: o aumento do rendimento das plantações agrícolas por área e por tempo, evitando o uso de novas terras; o rebalanceamento de aplicação de fertilizantes somado ao aumento da eficiência do uso de nitrogênio e da reciclagem do fósforo, que reduziria o uso destes dois elementos; melhorias no manuseio e no estoque de água e no aproveitamento da água da chuva, que evitariam extração excessiva de água de rios e aquíferos; e medidas de mitigação dos danos ambientais na agricultura, como mudanças nas formas de irrigação, colheitas e fertilização, visando a redução de emissões de gases metano e óxido nitroso. Considerando um cenário de ambição média, tais medidas poderiam reduzir as pressões ambientais causadas pelo sistema de produção mundial de alimentos em 3-30% em cada um dos fatores usados como referência na previsão de 2050 e, considerando um cenário mais ambicioso, estes números poderiam chegar a 11-54%. Em todo caso, o maior alvo de medidas para redução do impacto ambiental é a agricultura, em contraposição à pecuária, cujo impacto ambiental se dá principalmente pela emissão de GEEs, que é uma característica praticamente intrínseca deste tipo de produção agrária e, portanto, tende a ter medidas de mitigação menos efetivas.
Há ainda mais um fator que pode reduzir os impactos ambientais relacionados aos alimentos: os hábitos alimentares da população mundial. A adoção de uma alimentação mais saudável e balanceada entre carne vermelha, açúcares, frutas e legumes poderia reduzir as previsões de emissões de GEEs e das outras formas de pressão ambiental pa 20150 em 29% e 5-9% respectivamente, e uma dieta baseada principalmente em vegetais poderia fazer tais números subirem para 56% e 6-22%. Esta seria a forma mais eficaz de reduzir as emissões de GEEs pela produção mundial de alimentos, pois, como explicado anteriormente, suas medidas de mitigação na pecuária não são muito significativas, deixando a redução de carne vermelha na alimentação da população mundial e a consequente redução na produção pecuária como a alternativa mais viável.
Unindo todas as medidas de mitigação apresentadas, o esperado é que, em um cenário de ambição mediana, a redução de pressões ambientais projetadas para 2050 fosse de 25-45% e, em um cenário mais ambicioso, de 30-60%.
Não só o sistema de produção e distribuição de alimentos pode afetar o meio ambiente de forma negativa, como também as alterações neste, especialmente quanto à questão climática, podem afetar gravemente a indústria alimentícia. O Painel Intergovernamental sobre Mudanças Climáticas (IPCC) alertou em 2018 para os riscos que o aquecimento global poderia trazer para a produção de alimentos, sendo o ideal mantê-lo abaixo de 1,5°C em relação aos níveis pré-industriais. No Acordo de Paris, assinado por diversos países entre 2016 e 2017, foi mencionada “a prioridade fundamental da salvaguarda da segurança alimentar e de acabar com a fome, e as vulnerabilidades particulares dos sistemas de produção de alimentos para os impactos adversos da mudança climática” e também a necessidade de um plano de medidas dos países que “aumente a sua capacidade de adaptação aos impactos adversos das mudanças climáticas e promova a resiliência climática e o desenvolvimento de emissões de gases de efeito estufa baixas de maneira que não ameacem a produção alimentar”. Além disso, o acordo destacou a agricultura como um setor não só vulnerável aos impactos das mudanças climáticas, mas também propenso a medidas de mitigação de emissões de GEEs e de impactos ambientais .

## Desperdício e Eficiência

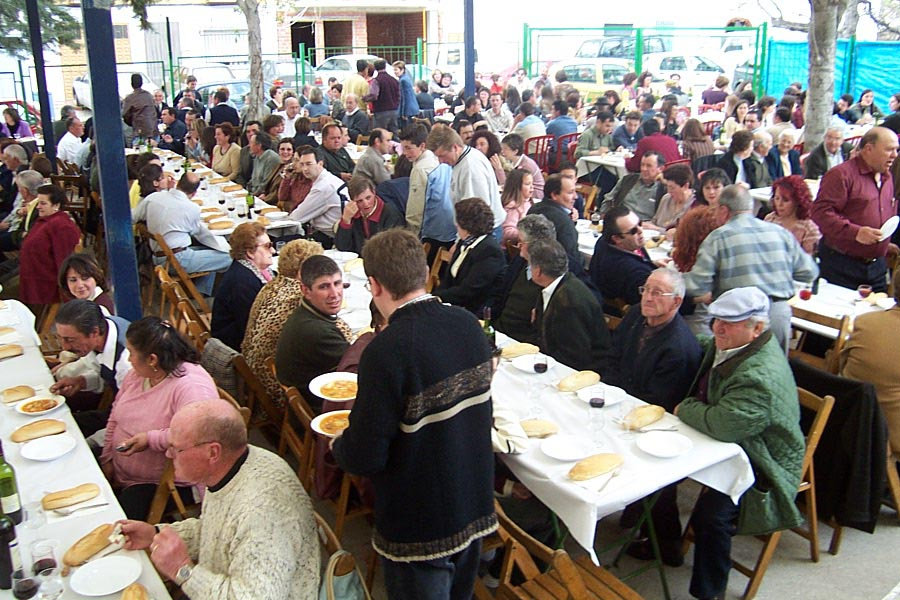
Desperdício de alimentos em bares e restaurantes

Os termos “perda de alimento” e “desperdício de alimento” são próximos, mas não se referem à mesma coisa. Perda de alimento refere-se às perdas durante os estágios de produção, o que inclui transporte, colheita e estocagem. Desperdício de alimento relaciona-se  às perdas durante a venda no supermercado, por exemplo, e o uso de alimentos nas famílias e restaurantes. 
De acordo com a Food and Agriculture Organization of the United Nations (FAO) , os países desenvolvidos e subdesenvolvidos desperdiçam quantidades semelhantes de alimento: cerca de 650 milhões de toneladas por ano em média. Contudo, o local onde esse desperdício ocorre na cadeia produtiva é diferente: nos países mais desenvolvidos, a tecnologia melhora a eficiência do processo de produção, diminuindo o desperdício de alimentos antes da sua venda. Porém, é também nesses países mais ricos que o desperdício familiar é maior: nos Estados unidos, o desperdício per capita chega a 124-154 kg por ano, e representa grande impacto econômico, representando estimadamente de 10-25% da alimentação familiar . Já nos países subdesenvolvidos, as perdas estão concentradas no início da cadeia produtivo, com perdas no transporte, estocagem e colheita, além da presença de pragas. 
Além dos impactos ambientais gerados pela perda e desperdício de alimento, há ainda um impacto econômico resultante do não-consumo dessa produção. A mesma FAO realizou uma pesquisa comparando os valores de preços dos produtos em 2009 e comparando com o desperdício em 2007. O valor total de desperdício mundial nesse período foi de 750 bilhões de dólares, valor equivalente ao produto interno bruto da Turquia ou da Suíça em 2011. 

## Produção no Brasil e no Mundo

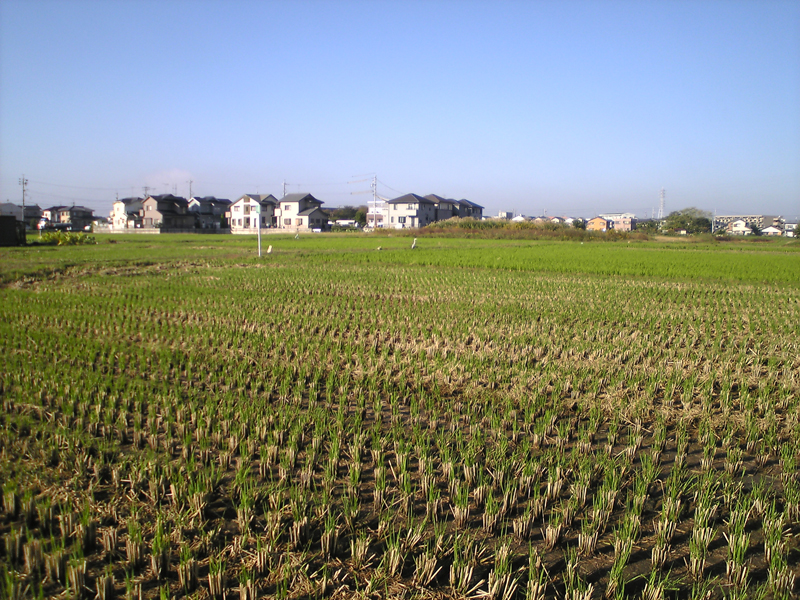
Plantação de Arroz

O Brasil se destaca na produção de commodities específicos, os quais são produzidos por monocultura em larga escala. Exemplos de insumos produzidos pelo Brasil e que atingem relevância mundial são: o milho,  sendo o Brasil o terceiro maior produtor, atrás apenas da China e dos EUA, com uma produção equivalente a 95000 mil toneladas no ano de 2018, representando 9,6% do mercado mundial; a soja, com participação muito grande no mercado mundial (27,5%) e com uma produção de 107 milhões de toneladas no mesmo período; o café, sendo o Brasil o maior produtor de café do mundo, com 32,7% de toda a produção desse grão sendo realizada em solo nacional. No mercado de exportações, a parcela que cabe ao Brasil é de 25,3% do mercado mundial, com uma exportação de 33030 mil sacas de 60Kg de 2016 a 2017. O Brasil também é o maior produtor  de açúcar no mundo (22,1% da produção mundial) e garante uma fatia de 48,4% de toda a exportação desse produto pelo mundo. É importante também destacar a posição de destaque do Brasil como exportador de carne  bovina. O Brasil é o segundo país com maior quantidade de cabeças de gado, abaixo apenas dos Estados Unidos. No mercado mundial de exportações, o Brasil representou 14,4% de toda a exportação de carne bovina no ano de 2017. Também é o segundo maior produtor de carne de frango com 14,7% de toda a produção mundial. Nesse caso, o Brasil é líder de exportação dessa carne, representando 35% de toda a exportação do mundo. 
A Secretaria de estado de agricultura, pecuária e abastecimento de Minas Gerais publicou em 2017 a edição do perfil do agronegócio mundial. De acordo com essa edição, os principais insumos agrícolas produzidos nesse período foram: milho (36,3%), trigo (26,3%), arroz (16,9%) e soja (12,2%). De 2015 a 2016 foram produzidas 164,9 milhões de toneladas de frutas e 143,6 de açúcar, além de 152,9 milhões de sacas de 60kg de café. No ramo da pecuária, o mundo apresentou, em 2016, uma quantia de 1.279,5 milhões de cabeças de gado.

## Impactos socioeconômicos
Em termos de impactos socioeconômicos, a produção mundial de alimentos está diretamente relacionado ao surgimento das mais diversas calamidades como, por exemplo, como evidenciado por:

"A fome afeta 821 milhões de pessoas, ou 10,9% da população mundial (FAO et al. 2018). A desnutrição aguda é responsável pela desnutrição de 150,2 milhões de crianças, enquanto 50,5 milhões de crianças são desperdiçadas, determinando impactos irreversíveis ao longo de suas vidas. A desnutrição é responsável pela mortalidade e morbidade aguda de doenças diarreicas, malária, sarampo, pneumonia em crianças menores de 5 anos de idade e condições perinatais de baixo peso materno" Traduzido de Springer, Cham 